# Mitología venezolana
La mitología venezolana es la recopilación de todas las creencias y religiones de los diferentes grupos étnicos de Venezuela desde antes de la llegada de los colonizadores con los pueblos indígenas, así como otros con origen en las culturas africanas y, además, con un sustrato en el cristianismo católico traído por los europeos.
Creencias como el origen del mundo, del fuego y de la luz atribuidos estos generalmente a seres sobrenaturales con forma de animales pensantes y con capacidad de razonar o también seres humanos con rasgos exagerados o con poderes sobrenaturales.

## Antes de la colonización europea
Se cree que el ser humano apareció en el territorio que hoy se conoce como Venezuela hace unos 16 000 años. Estas poblaciones habían llegado desde el sur hacia la región del Amazonas, desde el oeste hacia los Andes y desde el norte hacia el Caribe.
Por otro lado, el antropólogo Miguel Acosta Saignes en su obra Estudio de etnología antigua de Venezuela divide a los grupos nativos precolombinos en las siguientes áreas culturales:
| Área cultural                                                                | Pueblos | Características                                  |
| ---------------------------------------------------------------------------- | --- | ------------------------------------------------ |
| Andes venezolanos                                                            | Timoto-cuicas                                                                                               | Agricultura avanzada; construcción de terrazas   |
| Guajira (cuenca del lago de Maracaibo)                                       | Wayuús, añúes                                                                                               | Sociedad matriarcal; tejidos de alta calidad     |
| Arahuacos occidentales (Falcón, Lara, Yaracuy y Llanos occidentales)         | Caquetíos, achaguas, betoye                                                                                 | Pueblos comerciantes y pescadores                |
| Jirajaranos (Lara y Falcón)                                                  | Jirajaras, ayamanes, gayones                                                                                | Pueblos guerreros; lenguas únicas                |
| Ciparicotos (costa oriental de Falcón)                                       | Grupos étnicos de origen caribe aislados entre población caquetía                                           | Mixtura cultural; adaptabilidad                  |
| Caribes occidentales                                                         | Bobures, motilones, yukpas, baríes y japrería                                                               | Guerreros nómadas; expansión territorial         |
| Caribes orientales (península de Paria hasta Borburata)                      | Cumanagotos, meregotos, palenques, caracas                                                                  | Interacción comercial con islas caribeñas        |
| Recolectores del Llano (desde delta del río Orinoco hasta Portuguesa y Lara) | Waraos o guaraúnos, guaribes                                                                                | Cultura fluvial; viviendas palafíticas           |
| Área otomaca (desembocadura del río Apure en el Orinoco)                     | Otomacos, guanos, taparitas, yaruros                                                                        | Agricultura fluvial; redes comerciales           |
| Guayana venezolana                                                           | Caribes (yekuana, pemones, kariñas, akawayos), yanomami, salibanos, arahuacos (banivas, piapoco, kurripako) | Diversidad lingüística; adaptabilidad geográfica |

Cada uno de estos grupos aborígenes con diferentes dioses, creencias y cultos debido, a entre otras cosas, a sus diferentes estilos de vida y de supervivencia. Algunos de estos pueblos siguen vigentes, mientras que otros se extinguieron o se mimetizaron al formar la nueva cultura venezolana tras la colonización y el mestizaje con otros grupos étnicos.

## Mitología indígena
Los dioses y relatos presentados aquí no corresponden a un mismo panteón, sino a diferentes dioses y mitos de los variados grupos étnicos indígenas de Venezuela.

### Pueblo yukpa
Amoretocha es el primer dios adorado por el pueblo yukpa, creador del mundo y de todos los seres humanos.
Asimismo, según los yukpa, Tamoryayo fue un dios creador que vivía en las nubes, de donde en una oportunidad descendió para cambiar de sitio el firmamento, colocándolo donde está actualmente. Más tarde, Tamoryayo creó al primer yukpa. Sin embargo, al ver a este hombre solo, le envió un pájaro carpintero como mensajero para preguntarle si quería compañía. De esta manera, este hombre respondió afirmativamente, por lo que el pájaro buscó el árbol Manüracha o Caricai, que al ser cortado sangraría. Entonces, el yukpa cortó en dos al árbol, convirtiéndose en dos mujeres. Este yukpa tomó a una de ellas haciéndole cosquillas y al reírse la mujer su cuerpo consiguió tener alma. Luego, hizo lo mismo con la otra mujer y luego les puso el nombre de Yoripa. Después ambas se embarazaron y así comenzaron a surgir los yukpa.
Osemma u Ojemma es el dios yukpa de la agricultura. Es de cabellera muy larga, cubierta de todo tipo de flores y de granos de maíz. Como no hablaba la lengua yukpa, usaba una ardilla de intérprete. Vivió mucho tiempo con la tribu, enseñándoles a cultivar la tierra y cuando al fin se fue, dicen los yukpa, que se empequeñeció a tal grado que la tierra se lo tragó y ocurrió entonces el primer temblor.

### Pueblo yekuana
Wannadi, el hijo del sol, dios de la luz y la vida. Es el creador del todo y está representado por el avatar del pájaro carpintero real. Sentado con su maraca mágica y fumando su tabaco, soñó con nuestro mundo. Cuando lo soñó, se hizo realidad. Después de crear el mundo, también soñó con tener una madre aquí en la tierra, y esta madre existió y lo dio a luz. De esa placenta, que se dejó sin cuidado en la tierra, de la pudredumbre y los gusanos, nació Odosha, el señor de toda la oscuridad. 
Odosha es una deidad o espíritu maligno, dueño del bosque, las llanuras, del viento, demonio de la montaña y señor del ensueño. Odosha se caracteriza por usar un silbido de advertencia, tras lo cual ataca a quienes salen por la noche e ignoran su silbido, al clavarles una espina en la lengua. Esta deidad tiene a su cargo a unos demonios llamados suamo, dueños de animales salvajes que comen personas. Viven en las cimas de los tepuyes guayaneses.

### Pueblo tamanaco

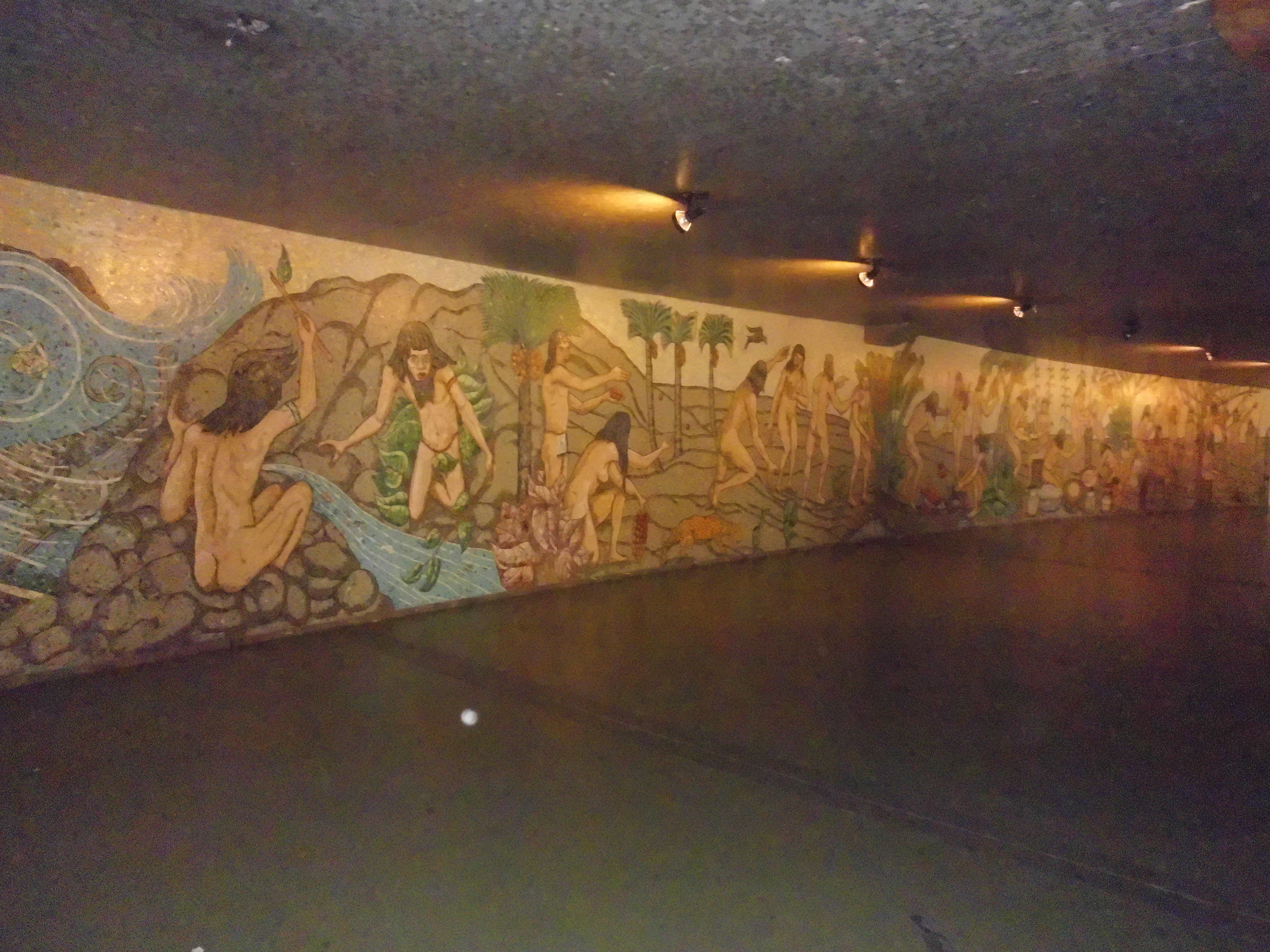
El mito de Amalivaca, obra de César Rengifo localizada en el Centro Simón Bolívar de la ciudad de Caracas

El extinto pueblo tamanaco tenía a Amalivaca como el dios creador del mundo y de los seres humanos. También es conocido como Amaruaca o Amarivaca.
Asimismo, Amalivaca fue el creador del río Orinoco y del viento. En principio hizo a los hombres inmortales, pero en castigo a sus faltas los volvió mortales. Se dice que hace muchos años atrás hubo una gran inundación. Amalivaca salió entonces en una canoa a recorrer el mundo y junto con su hermano Vochi fueron reparando los daños del diluvio, después del cual solo había quedado una pareja de humanos vivos. Ellos se fueron a una gran montaña llevando semillas de palma moriche y desde allí las dispersaron lanzándolas hacia el mundo. De estas semillas nacieron los hombres y las mujeres que pueblan el planeta.

### Pueblo wayúu
Según los wayúu, Mareiwa era hijo del trueno. Este era el poseedor del fuego, y lo guardaba celosamente en una cueva, alejado de los seres humanos. En una oportunidad un joven wayúu llamado Junuunay pudo entrar en la cueva y tomó dos brasas, y de esta manera se extendió el conocimiento del fuego entre los seres humanos.

### Pueblo achaguas
Guaygerri junto con Urrumadua, son los dioses creadores entre la tribu de los achaguas.

### Pueblo sáliba
Según el pueblo sáliba, Peru o Perucü es la deidad que hizo todo lo bueno y habita en el cielo. Peru tuvo un hijo que mató a una serpiente que estaba acosando a los seres humanos, y de cuyas entrañas salieron unos gusanos que más tarde se convirtieron en los caribes.

### Pueblo jiwi
En la tradición de los jiwi, Kúwai era el dios creador del mundo y los seres humanos. Para crear al primer ser humano utilizó barro, pero la lluvia lo deshizo, en un segundo intento usó cera de abejas, pero el sol lo derritió, al tercer y último intento lo hizo de madera. La reproducción de los jiwi fue gracias a un ratón que logró que sus sexos se diferenciaran.

### Pueblo warao
Kuai-mare es el principal dios de los waraos. Su nombre significa «el feliz que habita arriba». Es negro con cabellos largos, ojos grandes, orejas largas, tanto que una llega al oriente y otra al occidente. Posee unos zarcillos que brillan como el oro y la plata. Viste una túnica muy fina que flota en el aire produciendo la brisa que agita el agua de los ríos. Cuando camina produce movimientos de tierra. Se le atribuye la creación de los espíritus buenos y de los malos.

#### Pueblo warao: El dueño de la luz
En un principio, la gente vivía en la oscuridad y sólo se alumbraba con el fuego de los maderos. No existía el día ni la noche. Había un hombre warao con sus dos hijas que se enteró de la existencia de un joven dueño de la luz. Así, llamó a su hija mayor y le ordenó ir hasta donde estaba el dueño de la luz para que se la trajera. Ella tomó su mapire y partió. Pero eran muchos los caminos y el que eligió la llevó a la casa del venado. Lo conoció y se entretuvo jugando con él. Cuando regresó a casa de su padre, no traía la luz; entonces el padre resolvió enviar a la hija menor.
La muchacha tomó el buen camino y tras mucho caminar llegó a la casa del dueño de la luz. Le dijo al joven que ella venía a conocerlo, a estar con él y a obtener la luz para su padre. El dueño de la luz le contestó que le esperaba y ahora que había llegado, vivirían juntos. Con mucho cuidado abrió su torotoro y la luz iluminó sus brazos y sus dientes blancos y el pelo y los ojos negros de la muchacha. Así, ella descubrió la luz y su dueño, después de mostrársela, la guardó.
Todos los días el dueño de la luz la sacaba de su caja para jugar con la muchacha. Pero ella recordó que debía llevarle la luz a su padre y entonces su amigo se la regaló. Le llevó el torotoro al padre, quien lo guindó en uno de los troncos del palafito. Los brillantes rayos iluminaron las aguas, las plantas y el paisaje. 
Cuando se supo entre los pueblos del delta del Orinoco que una familia tenía la luz, los warao comenzaron a venir en sus curiaras a conocerla. Tantas y tantas curiaras con más y más gente llegaron, que el palafito ya no podía soportar el peso de tanta gente maravillada con la luz; nadie se marchaba porque la vida era más agradable en la claridad. Y fue que el padre no pudo soportar tanta gente dentro y fuera de su casa que de un fuerte manotazo rompió la caja y la lanzó al cielo. El cuerpo de la luz voló hacia el Este y el torotoro hacia el Oeste. De la luz se hizo el sol y de la caja que la guardaba surgió la luna. De un lado quedó el sol y del otro la luna, pero marchaban muy rápido porque todavía llevaban el impulso que los había lanzado al cielo, los días y las noches eran muy cortos. Entonces el padre le pidió a su hija menor un morrocoy pequeño y cuando el sol estuvo sobre su cabeza se lo lanzó diciéndole que era un regalo y que lo esperara. Desde ese momento, el sol se puso a esperar al morrocoy. Así, al amanecer, el sol iba poco a poco, al mismo paso del morrocoy.

### Pueblo mirripuye

#### Las cinco águilas blancas
Según la tradición de los mirripuyes, Caribay fue la primera mujer. Era hija del ardiente Zuhé (el Sol) y la pálida Chía (la Luna). Era considerada como el genio de los bosques aromáticos. Imitaba el canto de los pájaros y jugaba con las flores y los árboles.
Una vez Caribay vio volar por el cielo cinco águilas blancas y se enamoró de sus hermosas plumas. Fue entonces tras ellas, atravesando valles y montañas, siguiendo siempre las sombras que las aves dibujaban en el suelo. Llegó al fin a la cima de un risco desde el cual vio como las águilas se perdían en las alturas. Caribay se entristeció e invocó a Chía y al poco tiempo pudo ver otra vez a las cinco hermosas águilas. Mientras las águilas descendían a las sierras, Caribay cantaba dulcemente.
Cada una de estas aves descendieron sobre un risco y se quedaron inmóviles. Caribay quería adornarse con esas plumas tan raras y espléndidas y corrió hacia ellas para arrancárselas, pero un frío glacial entumeció sus manos, las águilas estaban congeladas, convertidas en cinco masas enormes de hielo. Entonces Caribay huyó aterrorizada. Poco después la Luna se oscureció y las cinco águilas despertaron furiosas y sacudieron sus alas y la montaña toda se engalanó con su plumaje blanco.
Éste es el origen de las sierras nevadas de Mérida. Las cinco águilas blancas simbolizan los cinco elevados riscos siempre cubiertos de nieve. Las grandes y tempestuosas nevadas son el furioso despertar de las águilas, y el silbido del viento es el canto triste y dulce de Caribay.

### Pueblos valencioides

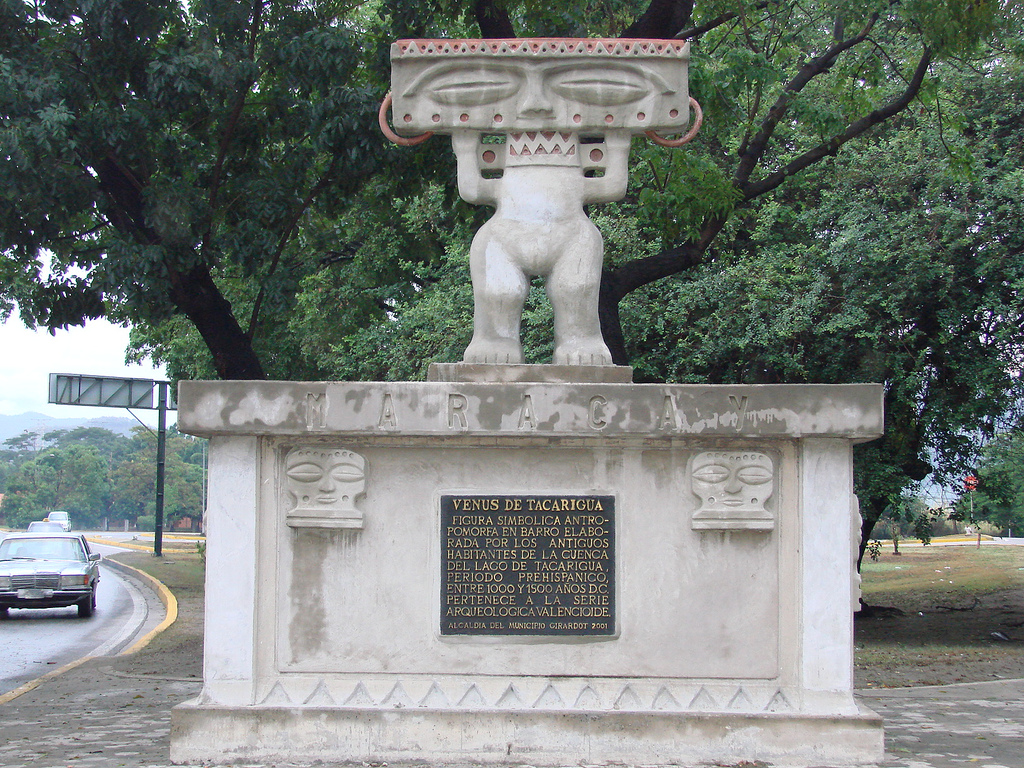
Venus de Tacarigua, representación escultórica de Alejandro Colina en Maracay

Alrededor del lago de Valencia o de Tacarigua, los distintos grupos étnicos del área tenían a la Venus de Tacarigua como deidad.

### Pueblos andinos
Ches es el dios andino de los cultivos, al cual se le invocaba para conocer el futuro de una cosecha. A este se le rendían sacrificios para que el cultivo fuera bueno. Es conocido también como el dador del bien y del castigo y como habitante de los páramos y las lagunas.
También existe Arco, el cual es una deidad acuática que posee una naturaleza dual: a la vez es creador y destructor, cura pero también ocasiona enfermedades. Es esposo de Arca. Se le vincula con Ches y los arcoíris. Se le identifica como un ave del páramo.

### El dueño del fuego
Cerca de donde nace el Orinoco vivía el Rey de los caimanes llamado Babá. Su esposa era una rana grandota y juntos, tenían un gran secreto ignorado por los demás animales y los hombres. Estaba guardado en la garganta del caimán Babá. La pareja se metía en una cueva y amenazaban con la pérdida de la vida a quien osara entrar, pues decían que dentro había un dios que todo lo devora y sólo ellos, reyes del agua, podían pasar.
Un día la perdiz, apurada en hacer su nido, entró distraída en la cueva. Buscando pajuelas encontró hojas y orugas chamuscadas, como si el fuego del cielo hubiera estado por ahí. Probó las orugas tostadas y le supieron mejor que cuando las comía crudas. Se fue aleteando a ras del suelo para contarle todo a Tucusito, el colibrí de plumas rojas. Al rato llegó el Pájaro Bobo y entre los tres urdieron un plan para averiguar cómo hacían la rana y el caimán para cocer tan ricas orugas. Bobo se escondió dentro de la caverna aprovechando su oscuro plumaje. La rana soltó las orugas que traía en la boca al tiempo que Babá abría la suya, que era tremenda, dejando salir unas lenguas rojas y brillantes. La pareja comía las orugas sin percatarse de Bobo, tras lo cual, se durmieron satisfechos. Entonces, Bobo salió corriendo para contarles a sus amigos lo que había visto.
Al día siguiente se pusieron a maquinar cómo arrebatarle el fuego al caimán sin quemarse ni ser la comida de los reyes del agua. Tendría que ser cuando éste abriera la tarasca para reír. En la tarde, cuando todos los animales estaban bebiendo y charlando junto al río, Bobo y la perdiz colorada hicieron piruetas haciendo reír a todos, menos a Babá. Bobo tomó una pelota de barro y la aventó dentro de la boca de la rana, que de la risa pasó al atoro. En el momento que el caimán vio los apuros que pasaba la rana, soltó la carcajada. Tucusito, que observaba desde el aire, se lanzó en picada, robando el fuego con la punta de las alas. Elevándose, rozó las ramas secas de un enorme árbol que ardió de inmediato. El Rey caimán exclamó que si bien se habían robado el fuego, otros lo aprovecharían y los otros animales arderían, pero Babá y la rana vivirían como inmortales donde nace el gran río. Dicho esto, se sumergieron en el agua y desaparecieron para siempre.
Las tres aves celebraron el robo del fuego, pero ningún animal supo aprovecharlo. Los hombres que vivían junto al Orinoco se apoderaron de las brasas que ardieron durante muchos días en la sequedad del bosque, aprendieron a cocinar los alimentos y a conversar durante las noches alrededor de las fogatas. Tucusito, el pájaro Bobo y la perdiz colorada se convirtieron en sus animales protectores por haberles regalado el don del fuego.

## Espantos
- El Silbón
- La Sayona
- La Llorona
- Bolefuego
- Duende

## Criaturas
Otras criaturas sobrenaturales incluyen:
- Tuwenkaron: sirenas de la mitología pemón
- Los momoyes: un tipo de duende originario de la mitología indígena de los Andes venezolanos